# Jordie Briels
Jordie Briels (Weert, 26 november 1991) is een Nederlands voormalig voetballer die doorgaans speelde als middenvelder. Tussen 2012 en 2025 was hij actief voor Fortuna Sittard, Dundee United, TOP Oss, KFC Diest, Turkse Rangers, Bregel Sport en opnieuw Turkse Rangers.

## Carrière
Briels begon zijn carrière als voetballer in de jeugd van de Belgische grootmacht KRC Genk. Nadat hij daar mocht vertrekken, trok hij terug naar zijn geboorteland Nederland, alwaar hij voor Fortuna Sittard ging spelen. Zijn debuut maakte hij tegen het inmiddels failliete AGOVV Apeldoorn op 10 augustus 2012. Zijn eerste doelpunt voor Fortuna maakte Briels op 2 september 2013, toen er in eigen huis met 3–1 gewonnen werd van Willem II. Medio 2017 verliet Briels de club aangezien zijn aflopende verbintenis niet verlengd werd. Hierop besloot hij een buitenlands avontuur aan te gaan bij Dundee United, waar hij voor één jaar tekende.
In 2018 ging hij naar TOP Oss. Briels werd in januari 2020 tot het einde van het seizoen verhuurd aan het Belgische KFC Diest, wat hem aan het einde van het jaar definitief zou overnemen. Na de verhuurperiode nam die club hem definitief over. In maart 2023 maakte Briels bekend dat hij KFC Diest aan het einde van het seizoen zou verlaten voor Turkse Rangers. Een jaar later nam Bregel Sport hem over. Die club ging na een half jaar failliet, waarna Briels terugkeerde naar Turkse Rangers. In de zomer van 2025 besloot Briels op drieëndertigjarige leeftijd een punt achter zijn actieve loopbaan te zetten.

## Clubstatistieken
| Seizoen | Club            | Competitie     | Competitie | Competitie | Beker | Beker | Internationaal | Internationaal | Totaal | Totaal |
| Seizoen | Club            | Competitie     | Wed.       | Dlp.       | Wed.  | Dlp.  | Wed.           | Dlp.           | Wed.   | Dlp.   |
| ------- | --------------- | -------------- | ---------- | ---------- | ----- | ----- | -------------- | -------------- | ------ | ------ |
| 2012/13 | Fortuna Sittard | Eerste divisie | 22         | 0          | 0     | 0     | —              | —              | 22     | 0      |
| 2013/14 | Fortuna Sittard | Eerste divisie | 30         | 3          | 1     | 0     | —              | —              | 31     | 3      |
| 2014/15 | Fortuna Sittard | Eerste divisie | 32         | 2          | 2     | 1     | —              | —              | 34     | 3      |
| 2015/16 | Fortuna Sittard | Eerste divisie | 33         | 1          | 1     | 0     | —              | —              | 34     | 1      |
| 2016/17 | Fortuna Sittard | Eerste divisie | 31         | 1          | 1     | 0     | —              | —              | 32     | 1      |
| 2017/18 | Dundee United   | Championship   | 10         | 0          | 6     | 0     | —              | —              | 16     | 0      |
| 2018/19 | TOP Oss         | Eerste divisie | 0          | 0          | 0     | 0     | —              | —              | 0      | 0      |
| 2019/20 | TOP Oss         | Eerste divisie | 1          | 0          | 0     | 0     | —              | —              | 1      | 0      |
| Totaal  | Totaal          | Totaal         | 159        | 7          | 11    | 1     | 0              | 0              | 170    | 8      |